# Die Vagabunden der Unendlichkeit
Die Vagabunden der Unendlichkeit (frz. Le Vagabond des Limbes) ist eine frankobelgische Science-Fiction-Comicserie, die von Christian Godard getextet und Julio Ribera gezeichnet wurde. Die Geschichten erschienen erstmals von 1975 bis 2003.

## Inhalt
Axel Munshine ist eigentlich ein hoch angesehenes Mitglied der Gilde des galaktischen Imperiums. Da er sich mit einer selbstgebauten Apparatur verbotenerweise ins Reich der Träume begibt, wird er ausgestoßen und mit dem Tode bedroht. Er durchstreift das Universum mit seinem riesigen Raumschiff Silberner Delfin immer mit dem Ziel, die Frau seiner Träume Chimeer zu finden. Ihm zur Seite steht Musky, ein jahrhundertealtes zwittriges Wesen, das sich auf eigenen Wunsch hin in Form einer 13-jährigen vorlauten Göre festgelegt hat.

## Veröffentlichung
Das erste Album erschien 1975 bei Hachette, es folgten die Vorveröffentlichung von Band 2 und 3 im Magazin Circus. Band 4 erschien in Tintin. Band 5 bis 14 wurde in Pilote gedruckt. Dessen Verlag Dargaud übernahm auch die Albenveröffentlichung ab 1978. 2002 bis 2007 erschien eine Gesamtausgabe in 11 Bänden.
In Deutschland ist die Serie unvollständig publiziert. Die ersten beiden Alben erschienen 1979 bei Condor, der Volksverlag druckte drei Alben (Nrn. 4, 6 & 8) und mehrere Episoden in Pilot und Schwermetall, danach erschienen drei Alben (Nrn. 5, 7 & 9) im Alpha-Comic Verlag. Feest brachte Band 1 nochmals heraus und druckte die Serie von Band 16 bis Band 19 und Arboris Band 3 sowie Band 22ff.
Seit 2023 erscheint im Verlag Kult Comics eine auf acht Bände angelegte Gesamtausgabe unter dem Titel Der Vagabund der Unendlichkeit.

## Albenausgaben
1. Le vagabond des limbes, Hachette, 03/1975
2. L’empire des soleils noirs, Hachette, 01/1976
3. Les charognards du cosmos, Hachette, 09/1976
4. Les démons du temps immobile, Dargaud, 09/1978
5. L’alchimiste suprême, Dargaud, 01/1979
6. Quelle réalité Papa?, Dargaud, 01/1980
7. La guerre des Bonkes, Dargaud, 01/1981
8. Pour trois graines d’éternité, Dargaud, 10/1981
9. Le labyrinthe virginal, Dargaud, 09/1982
10. Le dernier prédateur, Dargaud, 09/1983
11. Le masque de Kohm, Dargaud, 11/1984
12. Les loups de Kohm, Dargaud, 04/1985
13. L’enfant-roi d’Onirodyne, Dargaud, 09/1986
14. La petite maitresse, Dargaud, 11/1987
15. Le temps des oracles, Dargaud, 04/1988
16. Le dépotoir des étoiles, Vaisseau d’argent, 11/1988
17. La martingale céleste, Vaisseau d’argent, 03/1989
18. Les contrebandiers du futur, Vaisseau d’argent, 09/1989
19. Un tramway nommé délire, Vaisseau d’argent, 01/1990
20. Un certain monsieur KO, Vaisseau d’argent, 05/1990
21. La décharge, Vaisseau d’argent, 09/1990
22. Le solitaire, Dargaud, 09/1992
23. La rupture, Dargaud, 11/1993
24. Muskie, encore, et toujours..., Dargaud, 02/1995
25. Le petit clone, Dargaud, 01/1996
26. Le point de non-retour, Dargaud, 03/1997
27. Le monde à l’envers, Dargaud, 11/1998
28. Le carnaval des animonstres, Dargaud, 10/1999
29. La réconciliation, Dargaud, 08/2000
30. Le retour vers Xantl, Dargaud, 09/2001
31. La planète des prodiges, Dargaud, 12/2003

## Auszeichnung
Der zweite Band, L’empire des soleils noirs, wurde 1976 auf dem Festival in Angoulême mit dem Preis für das beste Album ausgezeichnet.